# Кужняки
Кужняки (пол. Kuźniaki) — село в Польщі, у гміні Стравчин Келецького повіту Свентокшиського воєводства. Розташоване на відстані 21 км від повітового міста Кельці. Населення — 420 осіб (2011). У 1975—1998 роках село належало до Келецького воєводства. У селі знаходяться залишки старої доменної пічі XIX століття.

## Демографія
Демографічна структура на день 31 березня 2011 року:
|          | Загалом | Допрацездатний вік | Працездатний вік | Постпрацездатний вік |
| -------- | ------- | ------------------ | ---------------- | -------------------- |
| Чоловіки | 207     | 36                 | 158              | 13                   |
| Жінки    | 213     | 35                 | 143              | 35                   |
| Разом    | 420     | 71                 | 301              | 48                   |